# Grundversorger
In Deutschland ist der Grundversorger nach dem Energiewirtschaftsgesetz (§ 36 Abs. 1 S. 1 EnWG) dasjenige Energieversorgungsunternehmen, das in einem Netzgebiet der allgemeinen Versorgung die Mehrzahl der Haushaltskunden versorgt. Die räumliche Abgrenzung des Netzgebietes der allgemeinen Versorgung ist das Gemeindegebiet, für welches der Netzbetreiber der allgemeinen Versorgung mit der jeweiligen Gemeinde einen Konzessionsvertrag abgeschlossen hat. Bei Netzbetreibern, die mehrere Gemeinden versorgen, wird jedes Gemeindegebiet separat betrachtet. In Gemeinden mit Stadtwerken wird häufig das örtliche Stadtwerk der Grundversorger sein, ansonsten oft der jeweilige Flächennetzbetreiber. Haushaltskunden nach dem Energiewirtschaftsgesetz sind „Letztverbraucher, die Energie überwiegend für den Eigenverbrauch im Haushalt oder für den einen Jahresverbrauch von 10.000 Kilowattstunden nicht übersteigenden Eigenverbrauch für berufliche, landwirtschaftliche oder gewerbliche Zwecke kaufen“. Die Zahl der Haushaltskunden wird dabei über die Zahl der Verträge über Abnahmestellen bestimmt. Die Anzahl der versorgten Personen oder der Zähler spielt dabei keine Rolle.
Alle drei Jahre wird durch den Netzbetreiber der allgemeinen Versorgung zum 1. Juli der Grundversorger für die nächsten drei Jahre festgelegt und bis zum 30. September im Internet veröffentlicht. Die Grundversorger müssen ihre Allgemeine Bedingungen sowie ihre allgemeinen Preise für die Versorgung im Niederspannungs- oder Niederdrucknetz veröffentlichen. Die Bedingungen und Preise gelten für jeden Haushaltskunden des jeweiligen Grundversorgers. Der Grundversorger ist verpflichtet, jedermann gemäß den rechtlichen Bedingungen der Grundversorgung mit Elektrizität oder Gas zu versorgen. Die Pflicht zur Grundversorgung besteht nicht, wenn die Versorgung für das Energieversorgungsunternehmen aus wirtschaftlichen Gründen nicht zumutbar ist.
Das Vertragsverhältnis zwischen Grundversorger und Haushaltskunden kann durch einen Vertrag in Schriftform, aber auch durch konkludentes Handeln erfolgen. Letzteres bedeutet, dass mit der Stromabnahme an einer Entnahmestelle automatisch ein Vertrag mit demjenigen Grundversorger zustande kommt, dem die Entnahmestelle zugeordnet ist, sofern vorher kein anderer Energieliefervertrag abgeschlossen wurde. Bei Insolvenz eines Lieferanten fallen alle bis dahin vom insolventen Lieferanten versorgten Kunden automatisch in die Grundversorgung. Das Versorgungsverhältnis kann durch den Kunden mit einer Frist von zwei Wochen gekündigt werden, z. B. für einen Stromanbieterwechsel.